# 1980 PZ
1980 PZ är en asteroid i huvudbältet som upptäcktes den 14 augusti 1980 av den tjeckiske astronomen Zdeňka Vávrová vid Kleť-observatoriet.
Asteroiden har en diameter på ungefär 5 kilometer.